# می‌خوام با کسی برقصم (که عاشقم باشه)
«می‌خواهم با کسی برقصم» (به انگلیسی: I Wanna Dance with Somebody (Who Loves Me)) تک‌آهنگی از ویتنی هیوستون است که در سال ۱۹۸۷ میلادی منتشر شد.